# Баби (Кутновський повіт)
Баби (пол. Baby) — село в Польщі, у гміні Домбровиці Кутновського повіту Лодзинського воєводства.
Населення — 270 осіб (2011).
У 1975-1998 роках село належало до Плоцького воєводства.

## Демографія
Демографічна структура станом на 31 березня 2011 року:
|          | Загалом | Допрацездатний вік | Працездатний вік | Постпрацездатний вік |
| -------- | ------- | ------------------ | ---------------- | -------------------- |
| Чоловіки | 130     | 19                 | 87               | 24                   |
| Жінки    | 140     | 28                 | 73               | 39                   |
| Разом    | 270     | 47                 | 160              | 63                   |